# Кастањола (Козенца)
Кастањола је насеље у Италији у округу Козенца, региону Калабрија.
Према процени из 2011. у насељу је живело 110 становника. Насеље се налази на надморској висини од 380 м.